# Tolumnia urophylla
Tolumnia urophylla là một loài lan đặc hữu của Lesser Antilles.